# Marhalivka, Vasîlkiv
Marhalivka (în ucraineană Мархалівка) este localitatea de reședință a comunei Marhalivka din raionul Vasîlkiv, regiunea Kiev, Ucraina.

## Demografie
Componența lingvistică a localității Marhalivka
     Ucraineană (95,99%)
     Rusă (3,53%)
     Alte limbi (0,24%)
Conform recensământului din 2001, majoritatea populației localității Marhalivka era vorbitoare de ucraineană (95,99%), existând în minoritate și vorbitori de rusă (3,53%).